# Luigi Guatri
Luigi Guatri (Trezzo sull'Adda, 19 settembre 1927 – Milano, 6 febbraio 2025) è stato un economista italiano.

## Biografia
Allievo di Gino Zappa, si laureò nel 1949 in Economia e Commercio alla Bocconi, con il massimo dei voti e la lode; divenne docente universitario di Tecnica industriale e commerciale, e successivamente di Economia aziendale.
Insegnò presso l'Università degli Studi di Parma approdando poi all'Università Bocconi, di cui fu Rettore dal 1984 al 1989; dal 1999 ne fu Vice Presidente. Dal novembre 2011 ricoprì le funzioni di Vicepresidente dell'università in sostituzione di Mario Monti, in seguito alla nomina di quest'ultimo a presidente del Consiglio.
Scrisse numerosi libri su temi di marketing e valutazione d’impresa e collaborò con le principali testate giornalistiche ed economiche italiane.